# Суд идёт (фильм)
«Суд идёт» — советский чёрно-белый короткометражный фильм 1963 года, снятый режиссёром Станиславом Третьяковым на киностудии им. Довженко.
Премьера фильма состоялась 9 декабря 1963 года.

## Сюжет
Перед приездом комиссии Дырокол отправил полуживую корову на мясокомбинат «Заря», где её отказались принять. Тогда он подбросил её своему соседу Колено. После спора они передали корову доярке Люсе Прокопенко.

## В ролях
- Сергей Филиппов — Василий Никодимыч Дырокол
- Михаил Пуговкин — Иван Емельянович Колено
- Савелий Крамаров — Трофим
- Татьяна Решетникова — Люся Прокопенко
- А. Красилич
- Иван Матвеев — совхозник

## Съёмочная группа
- Режиссёр: Станислав Третьяков
- Сценарист: Станислав Третьяков
- Оператор: Игорь Беляков
- Композитор: Евгений Дергунов
- Художник: Александр Кудря